# Мартовская революция в Эквадоре
Мартовская революция (исп. Revolución marcista, исп. Revolución de Marzo, 6 марта — 17 июня 1845 года) или Революция 1845 года (исп. Revolución de 1845) — первое достигшее своих целей вооружённое восстание в истории независимого Эквадора.

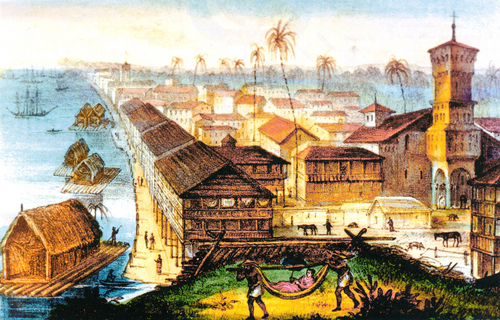
Гуаякиль в 1846 году

Национальный флаг Эквадора принят после Мартовской революции 1845 года.

## Предыстория
После распада Республики Колумбия и образования независимого Эквадора 10 августа 1830 года собралась конституционная ассамблея, разработавшая первую конституцию страны; первым президентом страны стал Хуан Хосе Флорес. Его президентский срок был отмечен серьёзной нестабильностью. Государство раздиралось соперничеством между столицей Кито и портовым Гуаякилем. Флоресу пришлось столкнуться с восстанием во главе с Рафаэлем Урданетой, лояльным Симону Боливару, который пытался предотвратить отделение Эквадора от Великой Колумбии. Кроме того, ему пришлось бороться с членом конгресса Висенте Рокафуэрте, главой гуаякильской либеральной партии, который пытался свергнуть его. В итоге они заключили соглашение — Рокафуэрте становился президентом после Флореса, а последний оставался главой армии. Помимо всего этого, Флоресу приходилось на протяжении этого срока противостоять вторжениям колумбийской армии в 1832 и 1834 годах, в итоге он разбил колумбийцев 18 января 1834 в Миньярика, около Амбато.
Будучи президентом Эквадора с 1835 по 1839 годы, Рокафуэрте принял новую конституцию, которая дала полноценные гражданские права индейцам. По окончании его срока президентом вновь стал Флорес, который сдержал своё слово править справедливо и защищать свободу. Однако после нарушений на выборах 1843 года Флорес добился отмены конституции 1835 года, и принятия новой конституции прозванной «Carta de la esclavitud» («невольничья грамота»), позволявшей ему остаться президентом на третий срок, начавшийся 1 апреля 1843 года. Рокафуэрте в знак протеста сложил с себя полномочия губернатора провинции Гуаяс и эмигрировал в Перу, где начал писать прокламации, направленные против режима Флореса. Внутри страны против Флореса, поддерживаемого аристократией внутренних горных районов, выступили представлявшие интересы прибрежной полосы Хосе Хоакин де Ольмедо, Висенте Рамон Рока и Диего Нобоа.

## Ход событий
6 марта 1845 года в Гуаякиле восстали войска под командованием подполковника Фернандо Айарса и генерала Антонио Элисалде, к которым присоединились жители города. Восставшие объявили недействительными все приказы Флореса, изданные после окончания его второго президентского срока в 1843 году, и сформировали временное правительство из Висенте Рамона Роки, представлявшего Гуаяс, Хосе Мануэля де Ольмедо, представлявшего провинцию Кито, и Диего Нобоа, представлявшего провинцию Асуай. После победы революции в Гуаякиле движение против Флореса развернулось по всей стране.
Президент Флорес забаррикадировался в своей усадьбе «Ла Элвира» неподалёку от Бабаойо, где оставшиеся верными ему войска под командованием Карлоса Райта отбили два нападения войск Элисалде. Однако в конечном итоге революционеры, поддержанные силами генерала Урбины, одержали верх, и 17 июня Флорес был вынужден подписать капитуляцию в усадьбе «Ла Вирхиниа», принадлежащей Ольмедо.
В соответствии с соглашением, подписанным в усадьбе «Ла Вирхиниа», участники событий с обеих сторон не должны были подвергаться преследованиям. Флоресу возвращался титул главнокомандующего и прочие регалии, он должен был на два года уехать в Европу, получив при этом сумму в 20 тысяч песо.